# Prahok

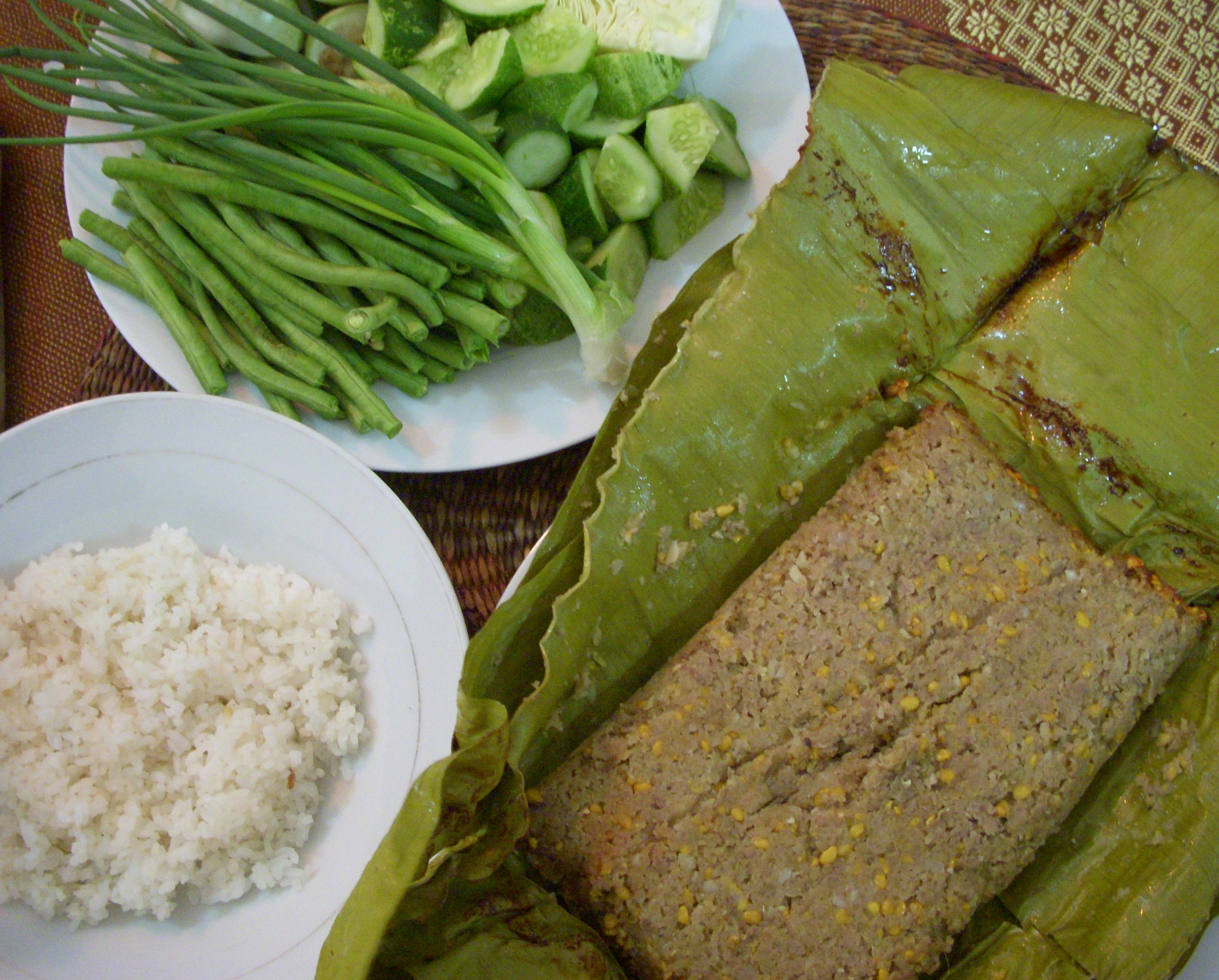
Prahok frito y servido en hoja de banana con una guarnición de verduras y de arroz hervido.

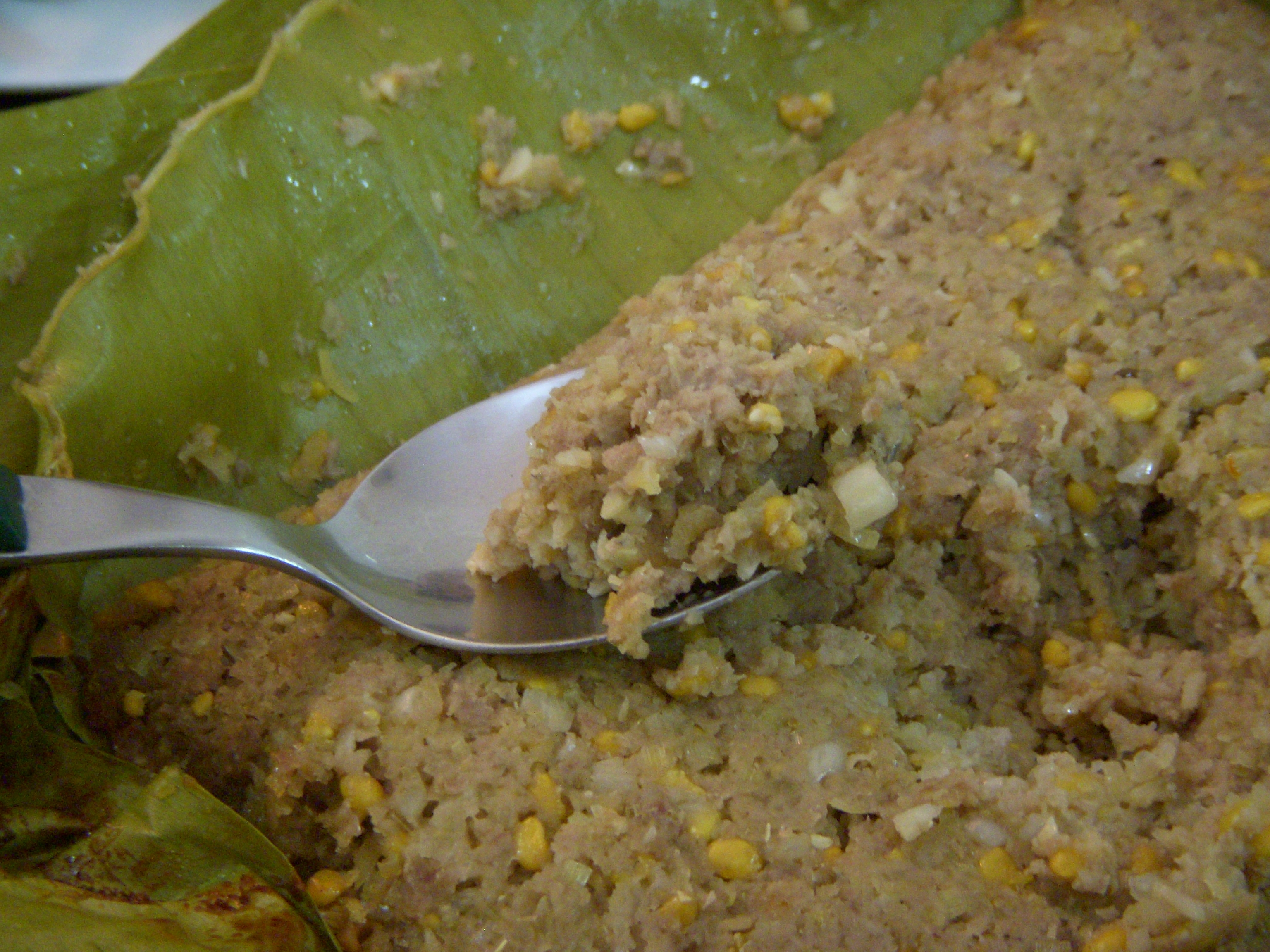
Detalle de la pasta prahok.

Prahok se trata de una pasta compacta elaborada con pescados en salazón (por regla general de Labeo capensis) y que se ha dejado fermentar. Se trata de un condimento típico de la cocina camboyana. Este tipo de pasta suele hacerse con la carne de los grandes peces (como puede ser el trei ros) o con las vísceras de los pequeños (trei kamplienh). Suele subdividirse a su vez en prahok con/o sin huevas. Este condimento surge como una técnica de conservación del pescado en Vietnam. Se trata de una fuente intensa de proteínas en la cocina vietnamita, su sabor es intenso y suele emplearse por ello en platos de verduras.

## Elaboración
Los pescados capturados se suelen prensar con el objeto de eliminar la grasa que existe en sus tejidos. Esta operación puede durar varios días hasta que la carne se encuentre limpia por completo. Se suelen emplear cestas que son pisadas con los pies desnudos y a través de ellas se deja escurrir la grasa. Finalmente se deja empacar la masa resultante con sal hasta que comienza a pudrir. Suele dejarse en esta situación por un espacio de cinco meses hasta que el pescado deje de oler mal. Existen versiones de prahok que han fermentado durante años. Finalmente se obtiene una pasta de color pardo a la que se suele añadir otros ingredientes como chili, zumo de limón, especias, etc. El prahok elaborado con pescados grandes es más valioso en los mercados que el elaborado con pequeños peces. 

## Usos
La pasta suele ser servida tal cual, o a veces diluida en zumo de limón con el objeto de poder hacer dip con diversas tortillas. Prahok jien  es una mezcla de prahok con carne (por regla general de cerdo) que suele servirse con arroz y pepino. El Prahok gop o Prahok ang que se elabora con hojas de bananas y se deja asar al rescoldo de un fuego. El Prahok chow que se sirve con zumo de lima y hierba luisa. 